# الزطاط (مسلسل)
الزطاط هو مسلسل دراما وخيال مغربي من إخراج علي الطاهري ومن تأليف إبراهيم علي بوبكدي سنة 2022، وبطولة كل من محمد الخياري، منصور بدري، حسناء مومني، فاطمة الزهراء الجوهري، مهدي تكيطو، عصام الدين محرم، وغيرهم. إنطلق عرض المسلسل بتاريخ 24 فبراير 2022 على القناة الثانية.

## ملخص القصة
تدور أحداث المسلسل في جو من الخيال حول شخصية الزطاط، وهو رجل معروف بصدقه وثقة الناس به في توجيه القوفل التجارية وحمايتها من قطاع الطرق أثناء رحلاتها الصحراوية، ينقل المسلسل المغامرات والأحداث التي يعيشها الزطاط أثناء رحلاته.

## طاقم التمثيل
- محمد الخياري
- منصور بدري
- حسناء مومني
- فاطمة الزهراء الجوهري
- مهدي تكيطو
- عصام الدين محرم
- إبراهيم خاي
- عبد الغني الصناك
- العربي أجبار
- محمد حراكة
- مريم الكرع
- هاجر مصدوقي
- زهور السليماني
- ساندية تاج الدين
- عبد النبي البنيوي
- جمال العبابسي
- مراد العشابي
- فتيحة واتيلي
- فاطمة حركات
- حنان زهدي

## وصلات خارجية
- الزطاط على موقع IMDb (الإنجليزية)
- الزطاط على موقع قاعدة بيانات الأفلام العربية
- الزطاط على موقع قاعدة بيانات الفيلم (الإنجليزية)